# Hata Cutomu
Hata Cutomu (japánul: 羽田 孜) (Tokió, 1935. augusztus 24. – Tokió, 2017. augusztus 28.) japán politikus, Japán 80. miniszterelnöke 1994. április 28. és június 30. között.
1985–86-ban és 1988–89-ben mezőgazdasági, 1991–92-ben pénzügy-, 1993–94-ben külügyminiszter és miniszterelnök-helyettes volt.